# Miesieda
Miesieda (ros. Меседа) – wieś (sieło) w Rosji, w obwodzie czelabińskim, w rejonie kataw-iwanowskim. W 2010 liczyła 275 mieszkańców.